# Pont matemàtic
El pont matemàtic és un pont de vianants fet de fusta al sud-oest de Cambridge, Regne Unit. Es troba al riu Cam, al nord-oest del pont de Silver Street i connecta dues parts del Queen's College. El seu nom oficial és senzillament el pont de fusta. Està llistat com a edificació de segon grau.
El pont va ser dissenyat per William Etheridge, i construït per James Essex el 1749. S'ha reconstruït en dues ocasions, el 1866 i el 1905, però ha mantingut el mateix disseny global. Tot i que sembla un arc, està compost enterament de rectes inusualment sofisticades, per això el nom.
Una rèplica del pont va ser construïda el 1923 prop de l'Iffley Lock d'Oxford.
El pont matemàtic original era un altre pont del mateix disseny, també encarregat per James Essex, travessant el Cam entre les universitats de Trinity i Trinity Hall, on ara hi ha el pont del Garret Hostel.

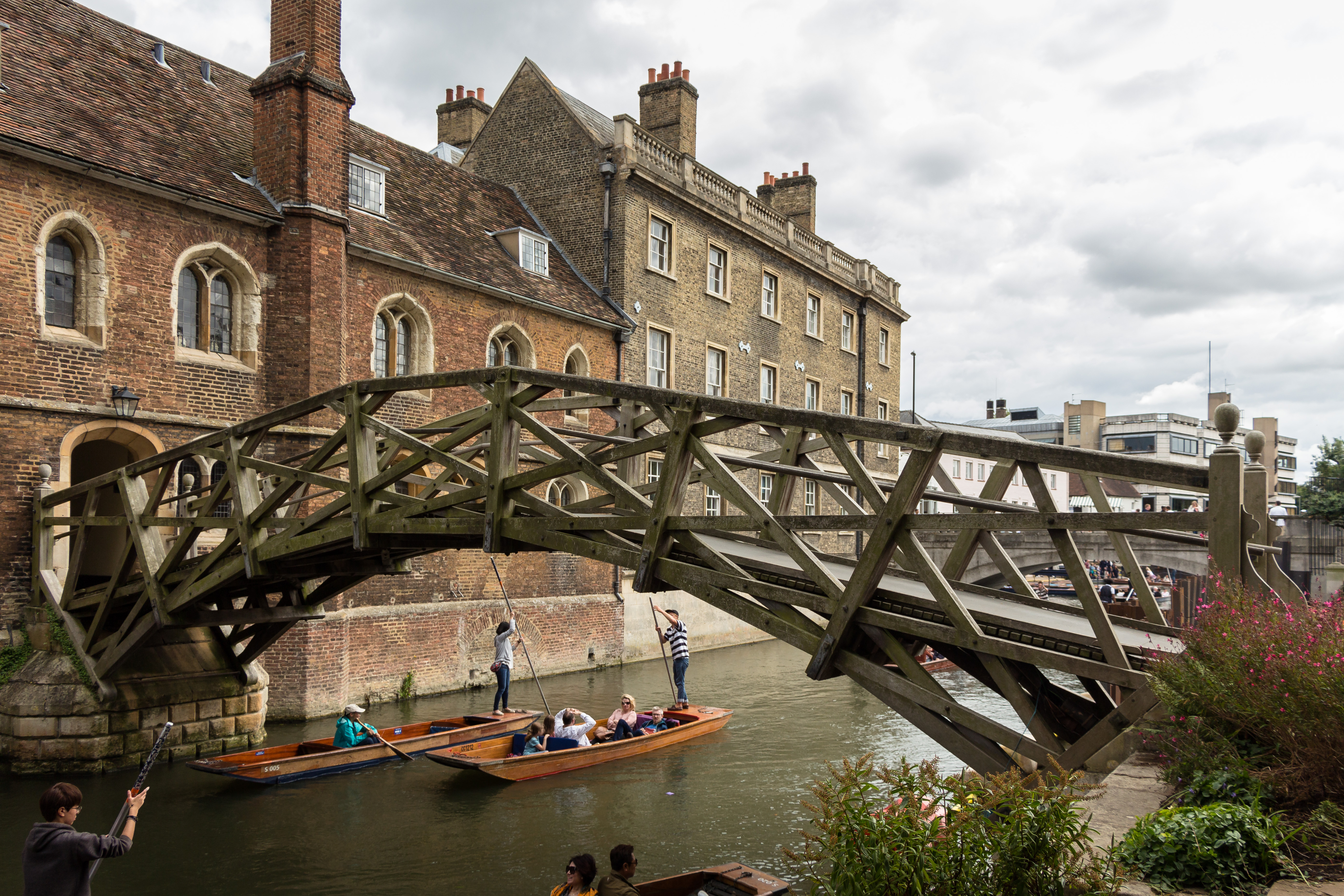
El pont matemàtic actual
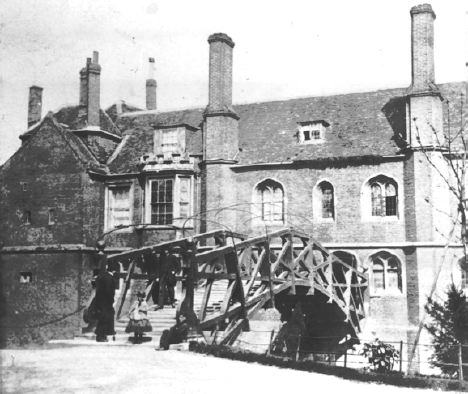
El pont matemàtic (aproximadament 1865) poc abans de ser parcialment reconstruït el 1866.
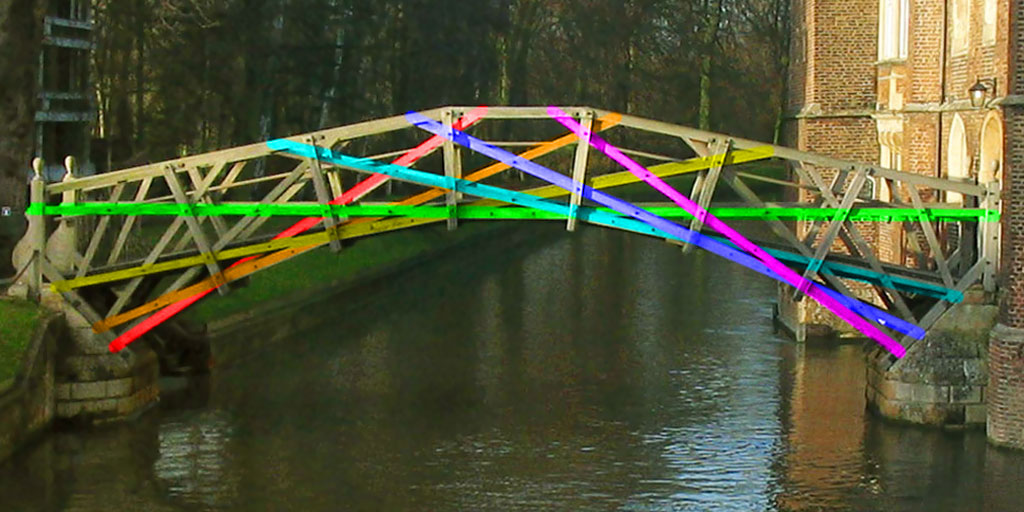
Els membres tangencials de la tangent i radial trussing destacats.